# البحيرة المقدسة

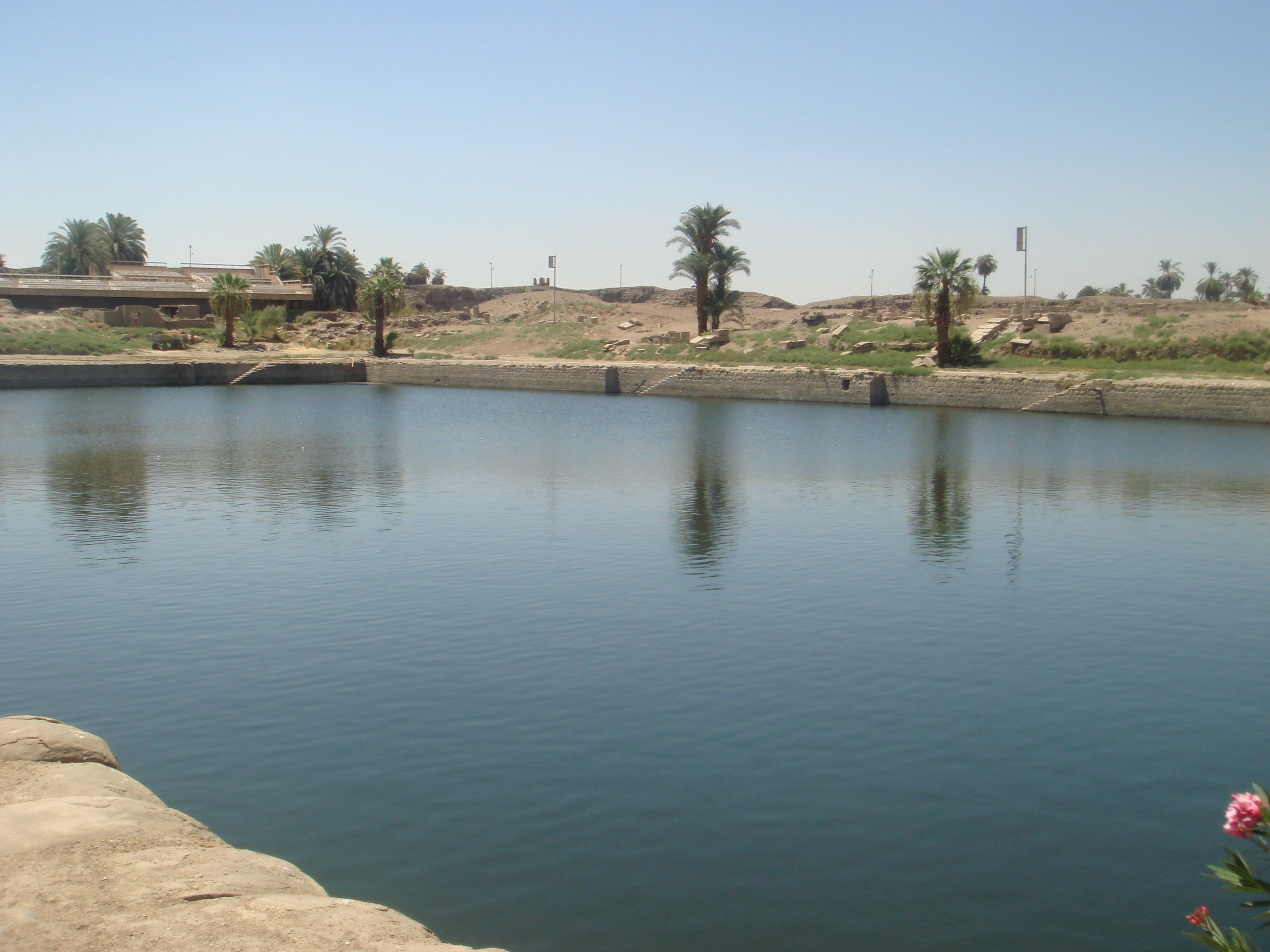
بحيرة الكرنك المقدسة

البحيرة المقدسة في المعابد المصرية القديمة عبارة عن جسم اصطناعي مستطيل الشكل من الماء مع سلالم وصول. بمعنى أوسع، يشمل المصطلح أيضًا أحواض المعابد الأخرى ذات الزوايا الدائرية (في معابد مارو)، وأحواض القناة على شكل حرف T، والبرك على شكل حدوة حصان أو على شكل حلقة مع جزر اصطناعية. طورت البحيرات المقدسة الفعلية ذات المخطط الأرضي المستطيل فقط من الإمبراطورية المصرية فصاعدًا.
حفرت معظم البحيرات المقدسة بعناية، لتصل إلى المياه الجوفية أدناه، وتحيط بها البساتين. نظرًا لتقلب مستوى المياه اعتمادًا على الموسم، كان من الضروري الوصول إلى خطوة، مما أدى إلى بناء البحيرة بجوار المعبد الرئيسي مباشرةً. كان للبحيرات معنى وظيفي ورمزي. من الناحية الوظيفية، كانت البحيرات بمثابة مصدر للمياه وللتضحيات وطقوس التطهير، لتجميل المعبد ولمغادرة عبادة المراكب الشراعية. كان على كل كاهن أن يستحم في البحيرة عند شروق الشمس قبل تنظيفها والسماح لها بدخول المعبد. كجسم مائي أسطوري، لعبت البحيرة المقدسة دورًا مهمًا في أساطير الخلق المصرية القديمة. من أهم الطقوس التي تم الاحتفال بها ولادة وانتصار إله المعبد على أعدائه. في معبد سايس، احتفل بقيامة أوزوريس في البحيرة هناك.
دفنت معظم البحيرات المقدسة بمرور الوقت. وبقيت بحيرة الكرنك المقدسة وهي الوحيدة التي أجريت عليها أعمال الصيانة وغمرت بالماء حالياً. وتحتوي على ميزة خاصة، حيث لديها نفق ضيق يدفع الأوز عن طريقهِ (كمظهر من مظاهر آمون) من أجل الظهور على سطح الماء في الوقت المناسب.

## البحيرة المقدسة في منطقة آمون بمعبد الكرنك

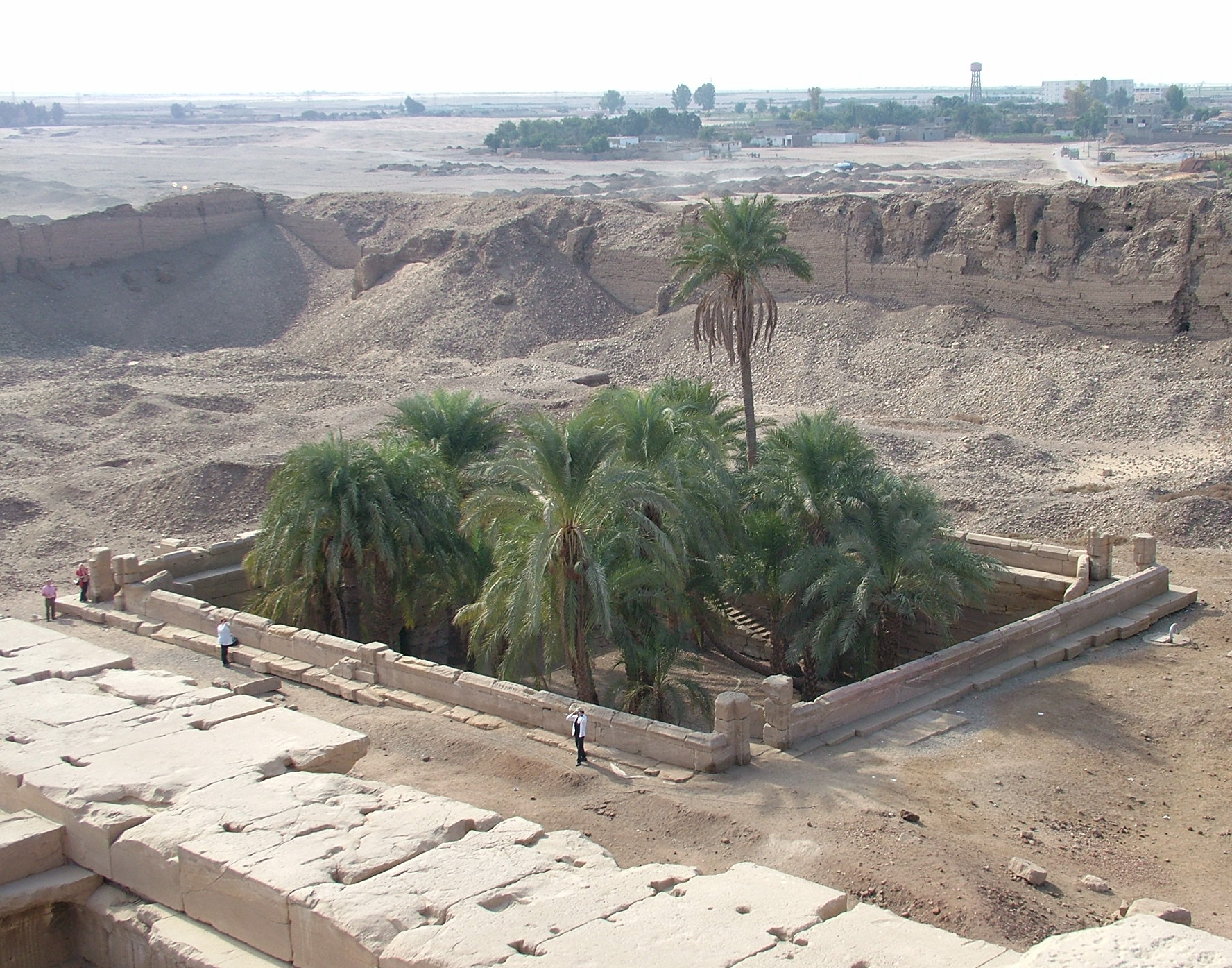
بحيرة دندرة المقدسة

إلى الجنوب من سور رمسيس الثاني في منطقة آمون بالكرنك في طيبة القديمة (الأقصر الحديثة) توجد بحيرة مقدسة مستطيلة حفرها تحتمس الثالث. إنها الأكبر من نوعه، الذي نعرفه، ومبطن بالحجر ومزود بسلالم تنزل إلى الماء. يبلغ قياسها حوالي 120 مترًا (393 قدمًا) في 77 مترًا (252 قدمًا). نعتقد أن معظم مناطق المعابد تضمنت بحيرة مقدسة. استخدم الكهنة مياه البحيرة المليئة بالمياه الجوفية للوضوء وغيرها من احتياجات المعبد، وكانت أيضًا موطنًا لإوز آمون المقدس. ومع ذلك، فقد كان مهمًا من الناحية الرمزية في مفهوم الخلق عند المصريين القدماء، حيث يمثل المياه البدائية التي نشأت منها الحياة.
تتخلل الحافة الحجرية المحفورة للبحيرة على الجانب الجنوبي فتح نفق حجري يتم من خلاله إطلاق إوز آمون المحلي في البحيرة من ساحات الطيور إلى الجنوب قليلاً. ومع ذلك، لم تكن الأوز هي الطيور الوحيدة التي تزين سطح هذه البحيرة، فقد تضمنت مجموعة متنوعة من البط أيضًا في القفص.
توجد على البحيرة المقدسة أيضًا بقايا منازل الكهنة، والتي تقع الآن أسفل المقاعد التي أقيمت لعرض الصوت والضوء. تقع هذه الأطلال على الجانب الشرقي من البحيرة، وكانت موضوع الحفريات منذ عقد السبعينيات. ولقد اكتشف علماء الآثار فيها مؤخرًا عددًا من القطع الخزفية والرموز وبصمات الأختام والعملات المعدنية التي يعود تاريخها إلى عهد شيشنق الأول من الأسرة الثانية والعشرين، بالإضافة إلى الأواني الفخارية من الأسرتين السادسة والعشرين والسابعة والعشرين. وعثر على سبائك فضية وعملة فضية، تعود أصلها إلى شمال اليونان ويعود تاريخها إلى الأسرة السابعة والعشرين.

## أبعاد البحيرات المقدسة المختلفة
| الموقع     | المعبد          | الأبعاد     |
| ---------- | --------------- | ----------- |
| الكرنك     | منطقة آمون رع   | 120 × 77 م  |
| تانيس      | معبد آمون/خونسو | 60 × 50 م   |
| سايس       | معبد نيث        | 35 × 34 م   |
| دندرة      | معبد دندرة      | 33 × 28 م   |
| أرمنت      | مكان الولادة    | 30 × 26 م   |
| الكاب      | معبد نخبيت      | 30 × 20 م   |
| مدينة هابو | معبد صغير       | 20 × 18 م   |
| الكرنك     | معبد مونتو      | 18 × 16 م   |
| المدامود   | معبد مونتو      | 17 × 15 م   |
| الطود      | معبد الطود      | 16 × 11.5 م |
| إلفنتين    | معبد خنوم       | 11 × 8 م    |